# Operacja złatoustowska
Operacja złatoustowska – działania wojenne prowadzone przez 5 Armię Czerwoną przeciwko białej Armii Zachodniej, składowej Armii Rosyjskiej adm. Aleksandra Kołczaka, w dniach 24 czerwca–13 lipca 1919 r. Operacja stanowiła dalszy ciąg kontrofensywy Frontu Wschodniego Armii Czerwonej, jej celem było odzyskanie przez czerwonych silnie uprzemysłowionego obszaru na południowym Uralu.

## Tło wydarzeń
W połowie czerwca, po zdobyciu przez czerwonych Ufy, jednostki Armii Rosyjskiej adm. Aleksandra Kołczaka musiały wycofać się na przedpola Uralu. 15 czerwca plenum Komitetu Centralnego WKP (b) opowiedziało się za dalszą ofensywą na kierunku wschodnim, na wniosek rady rewolucyjno-wojskowej frontu wschodniego, przekonanej, że siły Kołczaka zostały znacznie osłabione w ciągu poprzednich dwóch miesięcy i będą mogły zostać szybko rozbite. 20-21 czerwca 2 i 3 Armia przystąpiły do uderzenia na Perm i Kungur, zmuszając do odwrotu białą Armię Syberyjską i zdobywając obydwa miasta 1 lipca. W trakcie tej operacji, 24 czerwca, działania zaczepne przeciwko białej Armii Zachodniej rozpoczęła 5 Armia.

## Siły stron i przebieg operacji
Armia Zachodnia pod dowództwem gen. Konstantina Sacharowa po wycofaniu się z Ufy zajęła pozycje obronne na linii rzeki Ufy, na zachód od pasma Uralu. Bezpośredni opór Armii Czerwonej stawić miały Korpusy Uralski i Wołżański, natomiast Korpus Ufijski i wydzielona brygada kawalerii pozostawiono w rezerwie w rejonie Złatousta. Łącznie siły białych liczyły 27 tys. żołnierzy, 370 karabinów maszynowych i 93 działa.
Czerwoną 5 Armią dowodził Michaił Tuchaczewski, w radzie rewolucyjno-wojskowej zasiadali Arkadij Rozengolc, Iwan Smirnow, Filipp Łokackow oraz Nikołaj Tiepłow. Armię tworzyły 24, 26, 27 i 35 dywizje strzeleckie oraz wydzielona brygada kawalerii, łącznie 22 tys. żołnierzy, 90 dział i 500 karabinów maszynowych. Dowództwo czerwonych zamierzało uderzyć siłami 27 dywizji oraz dwóch brygad 26 dywizji na trzon wojsk przeciwnika – Korpus Uralski; równocześnie brygada kawalerii oraz 3 brygada 26 dywizji miały związać walką Korpus Wołżański. Po pokonaniu Korpusu Uralskiego walczące z nim wcześniej jednostki miały połączyć siły z grupą walczącą z Korpusem Wołżańskim oraz we współpracy z 24 dywizją, nacierającą w kierunku Zakładów Juriuzańskich, okrążyć i zniszczyć ocalałe oddziały białych.
26 dywizja przekroczyła Ufę w nocy z 24 na 25 czerwca, zaś 27 dywizja – dzień później. Posuwając się do przodu doliną Juriuzani, do 2 lipca 26 dywizja dotarła do wsi Nasibasz, gdzie nieoczekiwanie napotkała siły 12 uralskiej dywizji piechoty z Korpusu Uralskiego i przez kolejne dni toczyła z nią ciężkie walki, będąc w niemal pełnym okrążeniu. 27 dywizja dopiero 5 lipca weszła do walki z 4 ufijską dywizją piechoty, co uratowało 26 dywizję od zniszczenia. Do 8 lipca Korpusy Uralski oraz Ufijski zostały rozbite, a ich resztki wycofały się na linię Satka-Bierdiausz-Kusa. Korpus Wołżański, unikając podobnego losu, zdołał wycofać się na tę samą linię, utrzymując porządek. W tym samym czasie 24 dywizja strzelecka zgodnie z wcześniejszymi założeniami zajęła 4 lipca kompleks przemysłowy w rejonie Biełoriecka i dotarła 9 lipca do Zakładów Juriuzańskich.
W dniach 10-12 lipca obrona białych została przełamana siłami 35 dywizji strzeleckiej z towarzyszeniem lokalnych oddziałów partyzanckich i Czerwonej Gwardii; stało się to w rejonie zakładów przemysłowych Satki i Kusy. Dzień później pododdziały 26 i 27 dywizji strzeleckich wkroczyły do Złatousta. Odwrót Armii Zachodniej do Czelabińska był w rzeczywistości paniczną ucieczką. Zwycięscy czerwoni wzięli do niewoli 3 tys. jeńców, zdobyli 8 dział, 32 karabiny maszynowe, 3 samochody opancerzone. Ponadto w Złatouście, który był znaczącym węzłem kolejowym, w ich ręce wpadło kilka pociągów pancernych, 30 parowozów, 600 wagonów kolejowych, dwa miliony pudów węgla, trzy miliony pudów stali, 20 tys. pudów miedzi. 26 dywizja, która podczas operacji toczyła szczególnie ciężkie walki, otrzymała honorowe miano Złatoustowskiej.
Armia Czerwona kontynuowała pościg za białymi, przystępując kilka dni po zdobyciu Złatousta do ofensywy na Czelabińsk.